# Ukulelebanjo
En ukulelebanjo er en banjo med kort gribebræt, der stemmer noget lysere end almindelige banjoer. Den kan stemmes i forskellige tonearter. Den kaldes også banjelele. Den er nok mest kendt som det instrument, George Formby spillede på.